# Machiavellismus
Machiavellismus ist eine im 16. Jahrhundert aufgekommene Bezeichnung für eine Niccolò Machiavelli (1469–1527) zugesprochene politische Theorie, nach der zur Erlangung oder Erhaltung politischer Macht jedes Mittel unabhängig von Recht und Moral erlaubt ist. Machiavellismus ist zumeist negativ konnotiert und wird abwertend verwendet. Inwieweit Machiavelli wirklich einen Machiavellismus vertreten hat, ist umstritten.
Machiavellismus wird in der Psychologie als Persönlichkeitsmerkmal verwendet und ist auch Bestandteil des Konzepts Dunkle Triade und Dunkle Tetrade.

## In der politischen Theorie

### Politische und praktische Positionen
Die politische beziehungsweise praktische Philosophie des Machiavellismus, die sich als politischer Realismus versteht, vertritt die Auffassung des jeweiligen Herrschers mit dem Ziel der Sicherung des eigenen Erfolges
- durch uneingeschränkte Macht, durchgesetzt mit Gewalt,
- durch unkontrollierten Machtgebrauch und
- unbegrenzten Machterwerb.

Seine politischen Handlungen sollen keinen moralischen oder ethischen Kriterien unterworfen werden. Die Kategorien Wahr und Gut im Handeln werden ausgeschaltet oder auf die der Nützlichkeit reduziert. Soziale Bezugspunkte werden nur in Betracht gezogen, insofern sie für die Berechnung des politischen Erfolgs von Bedeutung sind. Diejenige Macht und Herrschaft gilt als die „beste“ oder „geeignetste“, in der das politische Ziel des oder der Herrschenden adäquat verwirklicht wird. Als allgemeines Prinzip gilt somit: Der Zweck heiligt die Mittel. Die Grundsätze des Machiavellismus sind jedoch nur von Vorteil, insofern der ausführende Herrscher das nötige strategische Denken besitzt. Dies ist unmittelbar mit der Gunst des Augenblickes verbunden.

### Deutungen

#### Deutung der SchriftIl Principeund ihre Reaktionen feudalistischer Herrschaft
Der Machiavellismus, der eine der staatstheoretischen Auffassungen Machiavellis (in seinen Discorsi deutlicher formuliert) ist, hat sich in der politischen Ideologie in den verschiedensten Formen ausgeprägt. Bereits nach dem Erscheinen von Il Principe (Der Fürst) im Jahre 1532 – fünf Jahre nach dem Tod Machiavellis – wurde seine Schrift als das „klassische“ Handbuch tyrannischer Machtpolitik gebrandmarkt und ihr Verfasser als skrupellos verketzert. Dem Autor wurde vorgeworfen mit seiner – teilweise empirisch exakt fundierten – Beschreibung politischer Zustände und Herrschaftspraktiken im Feudalismus eine Desillusionierung der religiös verklärten Machtansprüche feudaler Herrscher hervorgerufen zu haben.
Das englische Theater der Elisabethanischen Zeit konnotierte Italien mit Intrigen und Verwandtenmord. Marlowe gebrauchte Machiavelli als Figur in Der Jude von Malta. Shakespeare brachte ihn in Heinrich VI. als Schlagwort ein, was zugleich als Anachronismus des Dichters vermerkt ist. Ein weiterer Beleg für die Lexikalisierung findet sich am Epochenende in den Reflections on the Revolution in France von Edmund Burke: deserving not only the secular applause of dashing Machiavelian politicians.

#### Erste Korrekturen der Deutung Machiavellis in der Aufklärung
Eine andere Sicht auf diese Interpretationen und eine neue Ausrichtung von Machiavellis Werken setzte sich erst im Zeitalter der Aufklärung ein, obwohl gerade die naturrechtliche Konzeption einen frontalen Angriff auf den Feudalabsolutismus ermöglichte. Jean-Jacques Rousseau zeichnete im 6. Kapitel des 3. Buches seines Contrat Social ein neues Machiavelli-Bild, indem er diesen von der „verruchten Schrift“ abhebt und die besonderen historischen Bedingungen in Rechnung stellt, die die patriotischen Regungen Machiavellis auf Abwege gebracht hätten. In der Gegenüberstellung des absolutistischen Principe, der als treffende Satire auf die Tyrannei der Medici gedeutet wird, und der Discorsi sopra la prima deca di Tito Livio (Abhandlungen über die ersten zehn Bücher des Titus Livius) wird die Charakterisierung Machiavellis als Patriot in den Vordergrund gestellt gegenüber seiner Deutung als gewissenloser Handlanger der Tyrannis, womit die Grundlage für eine der historischen Gegebenheit entsprechende Machiavelli-Interpretation geschaffen wurde.

#### Die Auffassungen Herders, der preußischen Geschichtsschreibung und im Faschismus
Auch die Stellungnahme Johann Gottfried Herders, die dieser in seinen Briefen zur Beförderung der Humanität beschreibt, setzt diesen Gedankengang fort. Die konservative preußische Geschichtsschreibung – allen voran Leopold von Ranke – kultivierte in deutlicher Verfolgung ihres erklärten Nationalismus und der Rechtfertigung politischer Unmoral eine politische Philosophie bzw. Geschichtsschreibung über die Macht des preußischen Staatswesens, die der Rechtfertigung Bismarckscher „Blut und Eisen“-Politik diente. Die dem Faschismus nahe stehenden Ideologen in Italien und Deutschland missbrauchten in ihrer unhistorischen Verarbeitung des Erbes von Machiavelli seine Auffassungen, um den „staatlichen Notstand“ machiavellischer Prägung zum Dauerzustand zu erheben und ihn der Legitimation faschistischer Machtpolitik zuzuführen (z. B. bei Gerhard Ritter, Machtstaat und Politik, 1940).

#### Eine realistischere Einschätzung des Erbes von Machiavelli
In der Zeit nach dem Zweiten Weltkrieg hat insbesondere die Arbeit des finnischen Historikers Lauri Huovinen (in: Das Bild vom Menschen im politischen Denken Niccolo Machiavellis, 1951) viel dazu beigetragen, eine realistische Deutung Machiavellis sowie eine Klärung des ideologisch vielschichtigen Phänomens des Machiavellismus zu fördern. Die demokratischen und republikanischen Gedankengänge, die nationalen Bestrebungen und die Auffassungen über die politisch-moralische Erziehung der Bürger in einer funktionierenden, auf das Wohl der Gesamtheit der eines Staatswesens orientierten politischen Kultur sowie die unübersehbare Volksverbundenheit der Überlegungen Machiavellis sind als progressives geschichtliches Erbe zu betonen. Sie stehen im Kontrast zu den Verzerrungen und Fehldeutungen, die sein Werk durch die Vertreter des Machiavellismus erfahren hatte. Im Jahr 2000 hat Dirk Hoeges in seiner Arbeit gezeigt, wie Machiavelli in seinem berühmten Buch „Der Fürst“ dessen Macht als einen Schein darstellt. Schon zu Zeiten Machiavellis wurde in der Politik die Ästhetik der Macht über die Medien vermittelt.

### Grundvoraussetzungen des Machiavellismus(basierend auf den Grundsätzen Niccolò Machiavellis)
Machiavelli legte in seinem Werk Il Principe einen gewissen anthropologischen Pessimismus zu Grunde. Er charakterisiert den Menschen mit ewiger Unzufriedenheit, Maßlosigkeit, Habsucht und unersättlichem Ehrgeiz. So definiert er diese Eigenschaften als Triebkraft des Handelns der Menschen. Er ist der Ansicht, dass man durch die Erstellung „guter“ Gesetze patriotische und somit „gute“ Menschen „erziehen“ sollte. Außerdem bezieht er sich durch seine Charakterisierung des Menschen (oben genannten Eigenschaften) auf die Durchtriebenheit des Einzelnen und kommt somit zu der Schlussfolgerung, dass, wenn die Gesellschaft des Menschen an sich „schlecht“ ist, ihr Herrscher auch keinen moralischen Werten folgen muss.

## In der Psychologie
Der Begriff Machiavellismus wird auch verwendet, um ein Persönlichkeitsmerkmal zu beschreiben, durch die vier folgenden Facetten bestimmt ist:
- relativ geringe affektive Beteiligung bei interpersonellen Beziehungen,
- geringe Bindung an konventionelle Moralvorstellungen (Moral),
- Realitätsangepasstheit und
- geringe ideologische Bindung.[3]

Die Operationalisierung geht auf Christie und Geis 1970 zurück. Machiavellismus ist auch ein Merkmal bzw. ein Typ der sogenannten Dunklen Triade und Dunklen Tetrade.
Die Psychologen Richard Christie und Florence L. Geis entwickelten dieses Konstrukt und benannten es nach Niccolò Machiavelli, da sie gekürzte und bearbeitete Aussagen im Stil seiner Schriften nutzten, um Unterschiede im menschlichen Verhalten zu untersuchen. Der Bezug des Konstrukts zu Machiavelli selbst ist rein namentlich und bezieht sich nicht auf das politische Konzept.